# أمية (الرقة)
أمية قرية سورية تتبع ناحية عين عيسى في منطقة تل أبيض في محافظة الرقة. بلغ عدد سكانها 138 نسمة في عام 2004 حسب إحصاء المكتب المركزي للإحصاء.